# 日本海军大将列表
以下是大日本帝國海軍獲授予大將（西方稱為上將）軍階的將領列表：
| #  | 名字             | 出身地                                | 出生           | 逝世           | 大將任官日     | 備註       |
| -- | ---------------- | ------------------------------------- | -------------- | -------------- | -------------- | ---------- |
| 1  | 西鄉從道         | 薩摩藩鹿兒島城 （現鹿兒島縣鹿兒島市） | 1843年6月1日   | 1902年7月18日  | 1894年10月3日  |            |
| 2  | 樺山資紀         | 薩摩藩鹿兒島城                        | 1837年12月9日  | 1922年2月8日   | 1895年5月10日  |            |
| 3  | 伊東祐亨         | 薩摩藩鹿兒島城                        | 1843年6月9日   | 1914年1月16日  | 1898年9月28日  |            |
| 4  | 井上良馨         | 薩摩藩鹿兒島城                        | 1845年12月1日  | 1929年3月22日  | 1901年12月24日 |            |
| 5  | 東鄉平八郎       | 薩摩藩鹿兒島城                        | 1848年1月27日  | 1934年5月30日  | 1904年6月6日   |            |
| 6  | 山本權兵衛       | 薩摩藩鹿兒島城                        | 1852年11月26日 | 1933年12月8日  | 1904年6月6日   |            |
| 7  | 有栖川宫威仁亲王 | 皇族                                  | 1862年2月11日  | 1913年7月10日  | 1904年6月28日  |            |
| 8  | 川村純義         | 薩摩藩鹿兒島城                        | 1836年12月18日 | 1904年8月12日  | 1904年8月12日  | 病死後追頒 |
| 9  | 柴山矢八         | 鹿兒島縣                              | 1850年8月20日  | 1924年1月27日  | 1905年11月13日 |            |
| 10 | 鮫島員規         | 鹿兒島縣                              | 1845年6月14日  | 1910年10月14日 | 1905年11月13日 |            |
| 11 | 日高壯之丞       | 鹿兒島縣                              | 1848年4月26日  | 1932年         | 1908年8月7日   |            |
| 12 | 片岡七郎         | 鹿兒島縣                              | 1854年1月12日  | 1920年1月11日  | 1910年12月1日  |            |
| 13 | 上村彥之丞       | 鹿兒島縣                              | 1849年6月20日  | 1916年8月8日   | 1910年12月1日  |            |
| 14 | 伊集院五郎       | 鹿兒島縣                              | 1852年9月27日  | 1921年1月13日  | 1910年12月1日  |            |
| 15 | 出羽重遠         | 福島縣                                | 1856年1月17日  | 1930年1月27日  | 1912年7月9日   |            |
| 16 | 齋藤實           | 岩手縣奥州市                          | 1858年12月2日  | 1936年2月26日  | 1912年10月16日 |            |
| 17 | 瓜生外吉         | 石川縣                                | 1857年1月27日  | 1937年11月11日 | 1912年10月16日 |            |
| 18 | 三須宗太郎       | 滋賀縣                                | 1855年9月16日  | 1921年12月24日 | 1913年9月25日  |            |
| 19 | 島村速雄         | 高知縣                                | 1858年10月26日 | 1923年1月8日   | 1915年8月28日  |            |
| 20 | 加藤友三郎       | 廣島縣                                | 1861年4月1日   | 1923年8月24日  | 1915年8月28日  |            |
| 21 | 吉松茂太郎       | 高知縣                                | 1859年2月9日   | 1935年1月2日   | 1916年12月1日  |            |
| 22 | 藤井較一         | 岡山縣                                | 1858年9月24日  | 1926年7月9日   | 1916年12月1日  |            |
| 23 | 八代六郎         | 愛知縣丹羽郡樂田村 （現犬山市）       | 1860年1月25日  | 1930年6月30日  | 1918年7月2日   |            |
| 24 | 加藤定吉         | 東京都                                | 1861年12月19日 | 1927年9月5日   | 1918年7月2日   |            |
| 25 | 山下源太郎       | 山形縣米澤市                          | 1863年7月30日  | 1931年2月18日  | 1918年7月2日   |            |
| 26 | 名和又八郎       | 福井縣                                | 1864年1月30日  | 1928年1月12日  | 1918年7月2日   |            |
| 27 | 村上格一         | 佐賀縣                                | 1862年12月21日 | 1927年11月15日 | 1918年7月2日   |            |
| 28 | 東伏見宮依仁親王 | 皇族                                  | 1867年10月16日 | 1922年6月27日  | 1918年7月2日   |            |
| 29 | 有馬良橘         | 和歌山縣和歌山市                      | 1861年11月15日 | 1944年5月1日   | 1919年11月25日 |            |
| 30 | 山屋他人         | 岩手縣盛岡市                          | 1866年3月4日   | 1940年9月10日  | 1919年11月25日 |            |
| 31 | 財部彪           | 宮崎縣都城市                          | 1867年6月12日  | 1949年1月13日  | 1919年11月25日 |            |
| 32 | 黑井悌次郎       | 山形縣                                | 1866年7月4日   | 1937年4月29日  | 1920年8月16日  |            |
| 33 | 野間口兼雄       | 鹿兒島縣                              | 1866年3月30日  | 1943年12月24日 | 1920年8月16日  |            |
| 34 | 栃內曾次郎       | 岩手縣上田村                          | 1866年7月19日  | 1932年7月12日  | 1920年8月16日  |            |
| 35 | 伏見宮博恭王     | 皇族                                  | 1875年10月16日 | 1946年8月16日  | 1922年12月1日  |            |
| 36 | 鈴木貫太郎       | 千葉縣野田市                          | 1868年1月18日  | 1948年4月17日  | 1923年8月3日   |            |
| 37 | 竹下勇           | 鹿兒島縣                              | 1870年12月4日  | 1946年7月1日   | 1923年8月3日   |            |
| 38 | 小栗孝三郎       | 石川縣                                | 1868年9月19日  | 1944年10月15日 | 1923年8月3日   |            |
| 39 | 岡田啟介         | 福井縣                                | 1868年2月13日  | 1952年10月17日 | 1924年6月11日  |            |
| 40 | 井出謙治         | 靜岡縣                                | 1870年6月7日   | 1946年10月30日 | 1924年6月11日  |            |
| 41 | 加藤寬治         | 福井縣福井市                          | 1870年12月23日 | 1939年4月9日   | 1927年4月1日   |            |
| 42 | 安保清種         | 佐賀縣                                | 1870年11月8日  | 1948年6月8日   | 1927年4月1日   |            |
| 43 | 百武三郎         | 佐賀縣                                | 1872年6月3日   | 1963年10月30日 | 1928年4月1日   |            |
| 44 | 谷口尚真         | 廣島縣廣島市                          | 1870年4月17日  | 1941年10月30日 | 1928年4月1日   |            |
| 45 | 山本英輔         | 鹿兒島縣                              | 1876年5月15日  | 1962年7月27日  | 1931年4月1日   |            |
| 46 | 大角岑生         | 愛知縣三宅村 （現稻澤市平和町）       | 1876年5月1日   | 1941年2月5日   | 1931年4月1日   |            |
| 47 | 山梨勝之進       | 宮城縣宮城郡仙台                      | 1877年7月26日  | 1967年12月17日 | 1932年4月1日   |            |
| 48 | 小林躋造         | 廣島縣廣島市                          | 1877年10月1日  | 1962年7月4日   | 1933年3月30日  |            |
| 49 | 野村吉三郎       | 和歌山縣                              | 1877年12月16日 | 1964年5月8日   | 1933年3月30日  |            |
| 50 | 中村良三         | 青森縣弘前市                          | 1878年12月9日  | 1945年3月1日   | 1934年3月30日  |            |
| 51 | 末次信正         | 山口縣                                | 1880年6月30日  | 1944年12月29日 | 1934年3月30日  |            |
| 52 | 永野修身         | 高知縣                                | 1880年6月15日  | 1947年1月5日   | 1934年3月30日  |            |
| 53 | 高橋三吉         | 東京都                                | 1882年8月24日  | 1966年6月15日  | 1936年4月1日   |            |
| 54 | 藤田尚德         | 東京都                                | 1880年10月30日 | 1970年7月23日  | 1936年4月1日   |            |
| 55 | 米內光政         | 岩手縣盛岡市                          | 1880年3月2日   | 1948年4月20日  | 1937年4月1日   |            |
| 56 | 百武源吾         | 佐賀縣                                | 1882年1月28日  | 1976年1月15日  | 1937年4月1日   |            |
| 57 | 加藤隆義         | 東京都                                | 1886年11月30日 | 1955年2月10日  | 1939年4月1日   |            |
| 58 | 長谷川清         | 福井縣福井市                          | 1883年5月7日   | 1970年9月2日   | 1939年4月1日   |            |
| 59 | 及川古志郎       | 岩手縣盛岡市                          | 1883年2月8日   | 1958年5月9日   | 1939年11月15日 |            |
| 60 | 鹽澤幸一         | 長野縣上伊那郡中川村                  | 1883年3月5日   | 1943年11月17日 | 1939年11月15日 |            |
| 61 | 山本五十六       | 新潟縣長岡市                          | 1884年4月4日   | 1943年4月18日  | 1940年11月15日 |            |
| 62 | 吉田善吾         | 佐賀縣                                | 1885年2月14日  | 1966年11月14日 | 1940年11月15日 |            |
| 63 | 嶋田繁太郎       | 東京都                                | 1883年9月24日  | 1976年6月7日   | 1940年11月15日 |            |
| 64 | 豐田貞次郎       | 和歌山縣                              | 1885年8月7日   | 1961年11月21日 | 1941年4月4日   |            |
| 65 | 豐田副武         | 大分縣杵築市                          | 1885年5月22日  | 1957年9月22日  | 1941年9月18日  |            |
| 66 | 古賀峰一         | 佐賀縣西松浦郡                        | 1885年4月25日  | 1944年3月31日  | 1942年5月1日   |            |
| 67 | 近藤信竹         | 大阪府                                | 1886年9月25日  | 1953年2月19日  | 1943年4月29日  |            |
| 68 | 高須四郎         | 茨城縣                                | 1884年10月27日 | 1944年9月2日   | 1944年3月1日   |            |
| 69 | 野村直邦         | 鹿兒島縣日置市                        | 1885年5月15日  | 1973年12月12日 | 1944年3月1日   |            |
| 70 | 澤本賴雄         | 山口縣                                | 1886年11月15日 | 1965年6月29日  | 1944年3月1日   |            |
| 71 | 遠藤喜一         | 東京都                                | 1891年8月8日   | 1944年5月3日   | 1944年5月3日   | 戰死後追頒 |
| 72 | 南雲忠一         | 山形縣米澤市                          | 1887年3月25日  | 1944年7月8日   | 1944年7月8日   | 戰死後追頒 |
| 73 | 高木武雄         | 福島縣磐城市                          | 1892年1月25日  | 1944年7月6日   | 1944年7月8日   | 戰死後追頒 |
| 74 | 山縣正鄉         | 山口縣                                | 1891年2月15日  | 1945年3月17日  | 1945年3月17日  | 戰死後追頒 |
| 75 | 伊藤整一         | 福岡縣三池郡高田町 （現三山市）       | 1890年7月26日  | 1945年4月7日   | 1945年4月7日   | 戰死後追頒 |
| 76 | 塚原二四三       | 山梨縣甲府市                          | 1887年4月3日   | 1966年3月6日   | 1945年5月15日  |            |
| 77 | 井上成美         | 宮城縣仙台市                          | 1889年12月9日  | 1975年12月15日 | 1945年5月15日  |            |